# FIFA 17
FIFA 17 és un videojoc de futbol desenvolupat per EA Canada i publicat per EA Sports. És el 24è de la sèrie i va sortir a la venda el 28 de setembre del 2016 a Amèrica del Nord i el 29 de setembre per a la resta del món. Aquest fou el primer joc de la FIFA en la sèrie a emprar el motor de joc Frostbite i el primer videojoc de la sèrie amb l'aparició i interacció d'entrenadors de futbol. El 21 de juliol de 2016, Marco Reus va ser triat per ser la imatge de la portada oficial del videojoc.

## Mode història
En aquesta nova manera de joc, es pot jugar amb el personatge Alex Hunter, jove de 17 anys amb talent per al futbol. Es pot controlar la seva carrera i arribar a jugar en qualsevol equip de la Premier League. Aquest manera de joc, va ser anunciada el dia 12 de juny de 2016, al canal oficial d'EA Sports en YouTube.
EA Sports va confirmar que aquesta nova manera de joc no s'inclourà en PlayStation 3 i Xbox 360 a causa de les limitacions tècniques.

## Jugabilitat
El 23 de juny de 2016, EA Sports va anunciar que la J1 League i la Copa J. League del Japó, s'integraran al joc per primera vegada en la seva història i, a més, s'incorporarà l'Estadi de Suita (nou estadi del club Gamba Osaka), com a nou estadi llicenciat del joc.
L'1 de setembre del 2016, EA Sports va confirmar el retorn del Campionat Brasiler de Sèrie A en la manera carrera, però només amb 18 dels 20 equips que conformen la lliga, ja que Corinthians i Flamengo són exclusius de Konami, més 5 equips que es troben en la Sèrie B estaran disponibles a l'apartat "Resta del món".

## Fut Champions
Fut Champions és un mode de joc de Fifa Ultimate Team, incorporat el FIFA 17 amb sortida el setembre de 2016. És un mode de joc que consisteix en jugar 40 partits (la jornada) en un cap de setmana (de divendres a dilluns a les 9:00 am). Segons la quantitat de partits que guanyis aniràs a una divisió o a una altra. Si arribes a una divisió millor, millor seran les recompenses (en monedes i sobres) que reparteixen cada dijous. Si quedes entre els 60 millors durant un mes et classifiques a una competició de eSports i si arribes molt lluny pots arribar a guanyar premis en metàl·lic.

### Mètodes de classificació[calcitació]
Per classificar-se al Fut Champions de cada cap de setmana hi ha tres mètodes:
- Guanyar el torneig de classificació. És un torneig que pots jugar de dilluns a dijous amb un màxim de 9 intents. Consisteix en guanyar els 4 partits seguits (vuitens de final - final). Hi ha ocasions on es necessita complir uns requisits, per exemple, tenir una plantilla de menys de 80 de valoració. A part de classificar-te pel Fut Champions, acostumen a tenir un altre premi, normalment monedes tot hi que pot ser un jugador o una equipació.
- Arribar a Oro III mínim durant la jornada anterior.
- Arribar a primera divisió a Temporades Online[2]

### Divisions[3]i Recompenses[calcitació]
- Bronze III: 0-1 victòries (s'ha de jugar un mínim de 5 partits)
  - 5000 monedes
- Bronze II: 2-4 victòries (s'ha de jugar un mínim de 5 partits)
  - 3000 monedes
  - 4 sobres d'or premium
- Bronze I: 5-7 victòries
  - 10000 monedes
  - 2 sobres d'or jumbo premium
- Plata III: 8-10 victòries
  - 15000 monedes

- - 1 sobre d'or jumbo premium
  - 1 megasobre
- Plata II: 11-13 victòries
  - 20000 monedes
  - 1 megasobre
  - 1 sobre or únic
- Plata I: 14-17 victòries
  - 25000 monedes
  - 1 megasobre
  - 1 sobre d'or jumbo premium
- Or III: 18-21 victòries
  - 35000 monedes
  - 1 megasobre
  - 2 sobres or únic
- Or II: 22-25 victòries
  - 42500 monedes
  - 3 megasobres únics
- Or I: 26-29 victòries
  - 50000 monedes
  - 2 sobres de jugadors jumbo únics
- Elit III: 30-32 victòries
  - 60000 monedes
  - 2 sobres de jugadors jumbo únics
  - 1 sobre Fut Champions
- Elit II: 33-35
  - 100000 monedes
  - 1 sobre de jugadors jumbo únics
  - 2 sobres Fut Champions
- Elit I: 36 victòries
  - 125000 monedes
  - 2 sobres de jugadors jumbo únics
  - 2 sobres Fut Champions
- Recompenses Top 100: Has de ser un dels 100 millors del món. Les recompenses depenen de la posició.

Aquest mode de joc ha sigut molt polèmic perquè jugar 40 partits en un cap de setmana és dedicar 13 hores mínim en un videojoc en 3 dies. Per això hi ha molta gent que es queixa.
Si quedes entre els 60 primers en un mes et classifiques per diferents events arreu del món. El primer és nacional, el segon continental i si quedes dels primers, al mundial.